# Spys4Darwin
Spys4Darwin – amerykańska supergrupa muzyczna utworzona w roku 2001 w Seattle w stanie Waszyngton z inicjatywy gitarzysty znanego z występów w Queensrÿche, Chrisa DeGarmo i perkusisty Alice in Chains, Seana Kinneya. Skład zespołu uzupełnili wokalista alternatywnej formacji Sponge, Vinnie Dombroski i basista Alice in Chains, Mike Inez.

## Historia

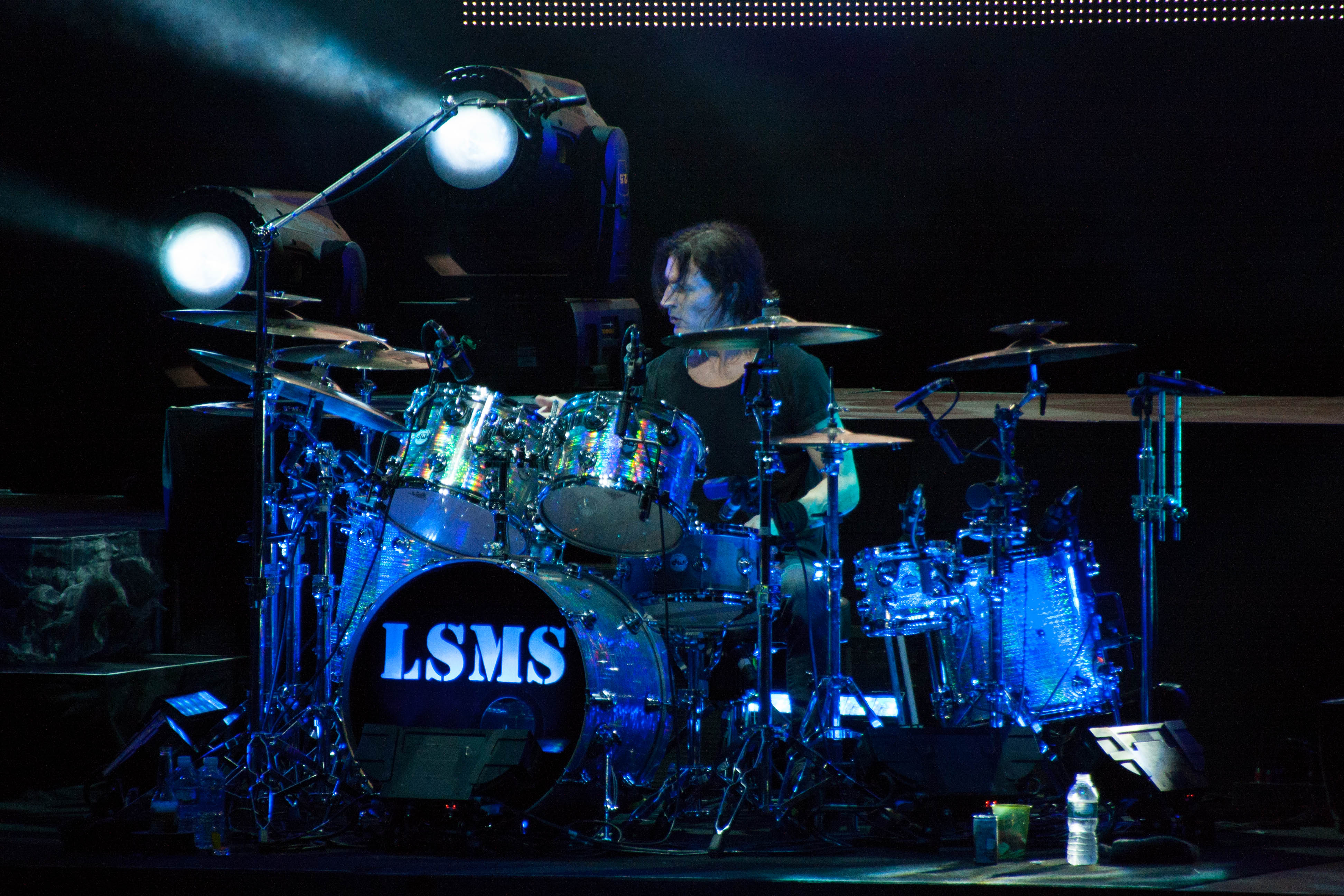
Sean Kinney, współzałożyciel

Zespół Spys4Darwin powstał z inicjatywy gitarzysty Chrisa DeGarmo i perkusisty Seana Kinneya w roku 2001, po zakończeniu trasy promującej debiutancki album solowy Boggy Depot Jerry’ego Cantrella. Pierwsze próby muzycy odbywali w miejscu zwanym Binge Studios, opuszczonej fabryce farb na terenie Seattle. Nazwa dla zespołu wzięła się od imienia pewnego bezdomnego, który przebywał w pobliskiej przybudówce nieopodal studia nagraniowego, gdzie zespół rejestrował swój materiał. W jednym z wywiadów, DeGarmo odnosząc się do tej sytuacji przyznał: „Gdy po raz pierwszy przenieśliśmy się do Binge Studios, miejsce to było opuszczonym magazynem, gdzie żyli ludzie, którzy nie mieli własnego miejsca pobytu. Gdy tam przebywaliśmy, poznaliśmy wielu ciekawych bohaterów. Był tam również pewien facet o imieniu Darwin, naprawdę był bardzo sympatyczny. Był kimś w rodzaju ochroniarza naszego studia (…) Pewnego wieczora, gdy wracałem wraz z Seanem późną porą, Darwin powiedział nam, że wyjeżdża gdzieś na wycieczkę i spytał czy zwrócimy podczas jego nieobecności uwagę na rzeczy należące do niego. Nie miał ich zbyt wiele ale traktował to bardzo poważnie. Powiedzieliśmy mu, że oczywiście z wielką ochotą to uczynimy. Gdy wchodziliśmy  do budynku, spojrzałem na Seana i powiedziałem mu: «Sadzę, że od teraz jesteśmy szpiegami Darwina»”.
Formacja w przeciągu tygodnia zarejestrowała minialbum o nazwie Microfish, w skład którego weszło sześć kompozycji. Część pracy DeGarmo i Kinney wykonali w domach, zanim materiał został zmiksowany przez Adama Kaspera w Studio X. Pomimo iż udział w komponowaniu mieli wszyscy członkowie zespołu, to większość kompozycji została opracowana przez DeGarmo i Kinneya. Podczas sesji skorzystano z overdubbingu, który miał na celu stworzenie efektu występowania podwójnej partii gitar. Warstwę tekstową opracował wokalista Vinnie Dombroski. Zespół zdecydował się na założenie własnej wytwórni – Pied Viper Records. DeGarmo: „Chcieliśmy mieć kontrolę nad wszystkimi aspektami zespołu”. Minialbum dostępny był jedynie za pośrednictwem oficjalnej strony zespołu. Malcolm Dome na łamach magazynu „Classic Rock”, przyznał pozytywną ocenę płycie, pisząc: „Jeśli ten sojusz w teorii wydaje się mało prawdopodobny, w praktyce jest dość płynny i dokładnie rozrywkowy (…) Wzbogacony o rozsądne melodie i jednoznaczne ustalenia, to klasyczny rock dla współczesnego odbiorcy”. Autor porównuje brzmienie grupy do takich wykonawców jak Faith No More, Matchbox Twenty, Pearl Jam i Train.
Gitarzysta w jednym z wywiadów na początku 2002 stwierdził, że w planach muzyków jest zarejestrowanie materiału na debiutancki album studyjny.
Jedyny koncert formacja zagrała 4 sierpnia 2001 podczas festiwalu Endfest, organizowanym przez lokalną rozgłośnię radiową KNDD od 1992. Podczas edycji 2001 wystąpili Nickelback, Ours i The Crystal Method.

## Po rozwiązaniu
W roku 2002 członkowie Spys4Darwin zajęli się innymi projektami muzycznymi. Na początku kwietnia zmarł wokalista Alice in Chains, Layne Staley, co doprowadziło zespół do zawieszenia działalności. Kinney przestał udzielać się muzycznie, natomiast Inez wziął udział w przesłuchaniach na basistę grupy Metallica, po odejściu Jasona Newsteda oraz związał się z formacją Black Label Society. DeGarmo gościnnie wystąpił na drugiej solowej płycie Cantrella – Degradation Trip. Następnie powrócił do Queensrÿche, by nagrać album studyjny Tribe, który ukazał się w roku 2003. Wokalista Vinnie Dombroski powrócił do macierzystego zespołu Sponge.
W styczniu 2008, sześć lat po rozpadzie zespołu, minialbum został udostępniony przez witrynę CD Baby.

## Dyskografia
- Microfish (Pied Viper, 2001)

## Skład zespołu
Opracowano na podstawie materiału źródłowego:
- Vinnie Dombroski – śpiew  (2001–2002)
- Chris DeGarmo – gitara elektryczna  (2001–2002)
- Mike Inez – gitara basowa  (2001–2002)
- Sean Kinney – perkusja  (2001–2002)